# معهد مهندسي الكهرباء والإلكترونيات
معهد مهندسي الكهرباء والإلكترونيات أو معهد مهندسي الإلكترونيات والكهرباء (بالإنجليزية: Institute of Electrical and Electronics Engineers) اختصاراً IEEE، وتُقرأ آي تربل إي، هي جمعيّة مهنيّة مقرّهُا في بيسكاتاواي في نيوجيرسي في الولايات المتحدة، تشكّلت في العام 1963م، من خلال دمج المعهد الأمريكي لمهندسي الكهرباء مع معهد مهندسي الراديو (IRE).
إنّ معهد مهندسي الكهرباء والإلكترونيات اليوم هو أكبر جمعيّة مهنيّة على مستوى العالم، مع أكثر من (420) ألف عضو في (160) بلداً حول العالم. هدف المعهد هو تحقيق التقدم التعليميّ والتقنيّ في مجال الهندسة الكهربائية والإلكترونيّة والحاسبات وما في حكمها.

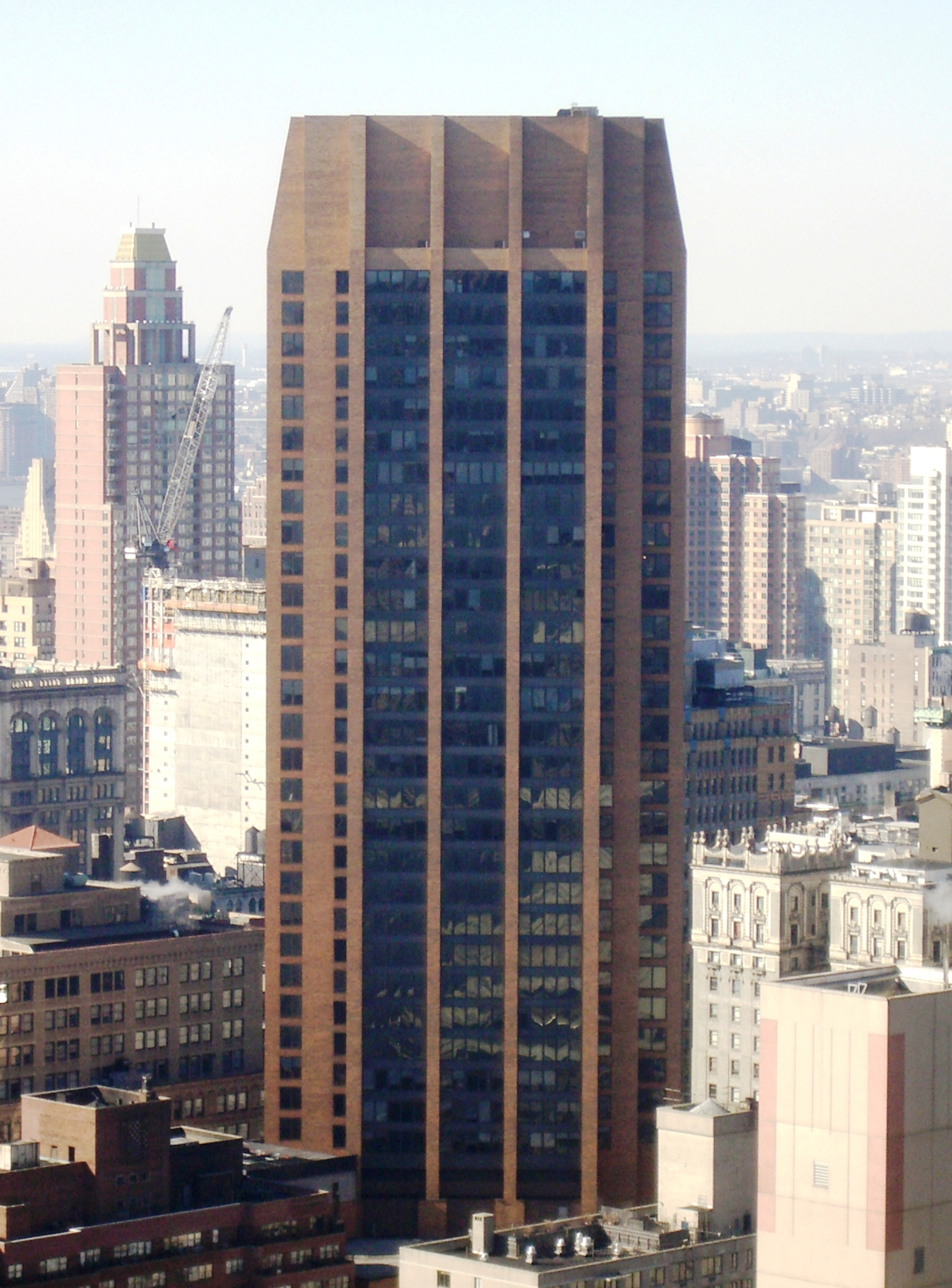
شركة IEEE في الطابق رقم 17 نيويورك (مدينة)

## تعداد
وفقاً لآخر تعداد رسمي للمنظمة في 2010:
- فاق عدد المشتركين 407541 (أربعمئة ألف مشترك) [29] في أكثر من 160 دولة و45% من المشتركين من خارج الولايات المتحدة الأمريكية.
- بها أكثر من 100,000 مشترك من شريحة الطلاب.
- لها 333 فرع إقليمي موزعة على 10 مناطق جغرافية حول العالم.
- لها 2081 فرع محلي توحد وتجمع المصالح التقنية/التكنولوجية المتماثلة.
- لها 1855 فرع للطلاب في الكليات والجامعات في 80 دولة.
- للمزيد من التفاصيل يمكنك الرجوع إلى الموقع الرسمي للمنظمة

تكونت المنظمة نتيجة لدمج جمعيتين:
- جمعية مهندسي الأمواج الراديوية: تاسست عام 1912 وتتعلق بالرديو بالغالب
- جمعية مهندسي الكهرباء الأمريكان: تاسست عام 1884 تهتم بدراسات أنظمة الطاقة والإضاءة الكهربائية والاتصالات السلكية كالتلغراف أو الهاتف مع تطور الإلكترونيات بشكل هائل مذ مطلع الثلاثينات بدات رقعة الدراسات والمصطلحات العلمية بالتوسع، مما دفع الجمعيتين إلى توسيع حدود شموليتهما التقنية بشكل تدريجي إلى حد أصبح معه يصعب التمييز بين مجال كل من الجمعيتين وأصبح الوضع تنافسيا خلال فترة الحرب العالمية الثانية، وأخير تم الاتفاق 1961 وتم دمج الجمعيتين بشكل رسمي عام 1963.

وتجدر الإشارة إلى أن:
مؤسس جمعية المهندسين الأمريكان هو المخترع ألكسندر غراهام بيل.
ونص دستور الجمعية IEEE على أن الهدف من الجمعية هو علمي وتعليمي موجه تجاه تطور الأبحاث والدراسات المتعلقة بمجالات الاتصالات والإلكترونيات وعلوم الحاسوب.
وفي هذا المجال قامت الجمعية باصدار العديد من المجلات العلمية وعقد العديد من المؤتمرات
وتعد الجمعية رائدا في مجال تحديد المعايير الصناعية للمجالات الاختصاصية
حيث قامت حتى الآن بتحديد أكثر من 900 معيارا صناعيا في مجالات عدة كالكهرباء والطب وامن المعلومات والحاسب والعديد غيرها.
وتساهم الجمعية في انشطة تعليمية كاعتماد مناهج دراسة الهندسة الكهربائية في الدراسات العليا.
كما أن الجمعية تقوم بعقد وحضور مايزيد عن 850 مؤتمرا في السنة الواحدة.
تتالف الجمعية من نواتين متكاملتين من الناحية التقنية
- فرع الجمعية الذي يتعلق بالمجتمع المعلوماتي، والذي يضع سياسات ويطور برامج الحاسوب بحيث يؤدي ذلك في النهاية إلى خدمة المستخدم. تحوي الجمعية قرابة 39 تنظيم اجتماعي تتوزع في كافة المجالات التقنية وقرابة 300 تنظيم محلى يقوم بعقد اللقاءات بشكل دوري.
- فرع الجمعية المتعلق بوضع المعايير والذي يقوم بكافة الفعاليات المتعلقة بتحديد المعايير.

## الإصدارات

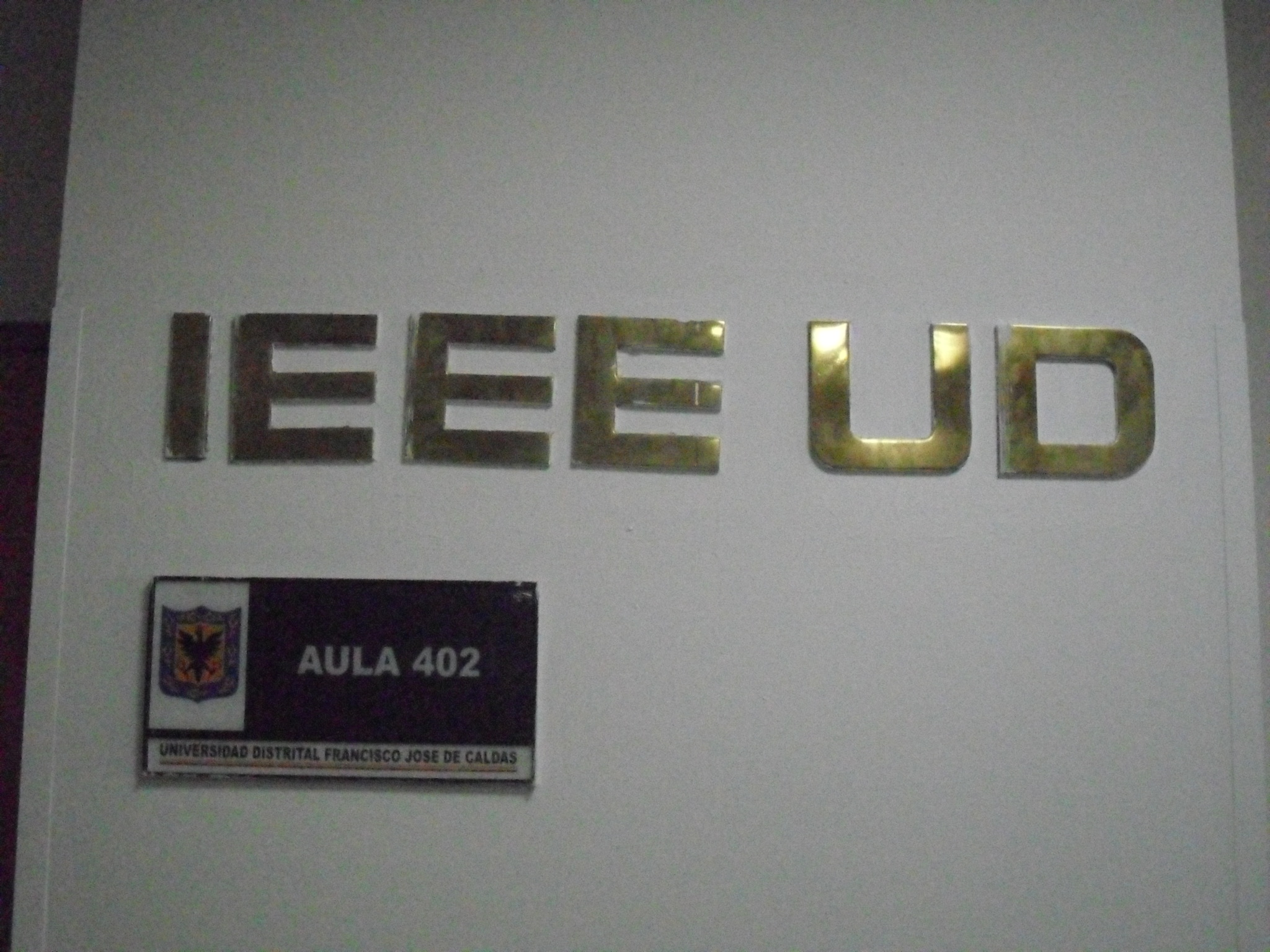
Picture of the place where an office of IEEE works in the District University of Bogotá, Colombia.

تقوم الجمعية بنشر 35% من الثقافة التقنية المتعلقة بالإلكترونيات والكهرباء وتكنلوجيا المعلومات من الناتج العالمي. حيث أنها تصدر قرابة 100 مجلة علمية. وبالإمكان الاطلاع على محتوى هذه المجلات بالإضافة إلى المؤتمرات التي تم عقدها على المكتبة الرقمية التي تمتلكها الجمعية.

## التعليم
تؤمن الجمعية فرص للدراسة بعلوم الهندسة والإلكترونيات، الأبحاث والتكنلوجيا
ان الهدف من البرنامج التعليمي للجمعية هو التاكيد من نمو المهارات والقدرات والمعرفة في الاختصاصات المتعلقة بالكهرباء والحض على الالتزام بنشر العلم بين أعضاء الجمعية على مستوى المهندسين، الجمعيات أو بشكل عام.
وتعتبر الجمعية الآن خبير في مجال وضع برامج للتعليم والتطوير الذاتي بما تمتلكة من برامج على الإنترنت المخصصة لاعضاء الجمعية. وتعرض الجمعية إمكانية الحصول على شهادات وحسومات على الدورات. وقد وضعت لجمعية معاييرلعملية التعليم حيث تهدف إلى التطوير. ويضم الموقع الخاص بالجمعية دورات المبتدئين وملخصات للمواضيع التخصصية بالإضافة إلى مقدمة حول تاريخ تحديد المعايير من قبل الجمعية.
وفعلا لقد اثرت هذه الطريقة بشكل بارز في الولايات المتحدة المريكية، حيث أنه يوجد 29 ولاية تطلب من المهندسين القيام بدورات متجددة (ساعات من التطوير التتخصصي) للحفاظ على الشهادة العلمية. سواء بالتعلم أو التعليم.
وقد أسست الجمعية موقعا على الإنترنت موجها للناشئة (8-18) لإرشادهم إلى معرفة طبيعة دراسة الهندسة وحقيقة الإمكانات التي تؤمنها للعقول اليافعة في المستقبل.

## الانتقادات
وجهت عدد من الجمعيات الخاصة بالبرمجيات الحرة مثل ريتشارد ستالمان ودانييل ج برينستين انتقادات حول سياسة النشر التي تتبعها الجمعية، حيث أنه يتوجب على الكتاب في أحد المجلات الخاصة بالجمعية ان ينقل حقوق النشر الجمعية والتي بدورها تقوم ببيع هذه المؤلفات.
وفيما يتعلق بسبب بقاء هذه الظاهرة في المجالات التي تغطيها نشاطات الجمعية:
يكاد يكون الكاتب ملزما على النشر في الوسائط الاعلامية الخاصة بالجمعية حيث أنها الأكثر انتشارا عالميا.

## المعايير والية تطوير المعايير المتبعة من قبل الجمعية
تعتبر الجمعية من أشهر واضعي المعايير الصناعية عالميا حيث تشمل مجالات عديدة كالطاقة الكهربائية والأجهزة الطبية والإلكترونيات والاتصالات وتكنلوجيا المعلومات
ويقوم فرع متخصص من الجمعية بعملية تحديد وتطوير المعايير الصناعية في المجالات المذكورة
يدعى:جمعية معايير معهد مهندسي الكهرباء والإلكترونيات ‏
ومن أشهر المعايير المتخذة
مجوعة المعايير IEEE 802 LAN/MAN والتي تتضمن المعيار الشهير آي إي إي إي 802.3 إيثرنت
والمعيار آي إي إي إي 802.11 المتعلق بالشبكات الاسلكية.
- IEEE 802.1: شبكة محلية، MAN
- آي إي إي إي 802.2: شركة محدودة المسؤولية، ماكنتوش
- آي إي إي إي 802.3: إيثرنت
- شبكة خطية مرمزة: شبكة خطية مرمزة
- حلقة مرمزة: حلقة مرمزة

## العضوية ودرجات الأعضاء
معظم أعضاء الجمعية هم مهندسو كهرباء، مهندسو الإلكترونيات، مهندسو كمبيوتر ومهندسو البرمجيات والمعلوماتية من خريجى كليات الحاسبات والمعلومات وكذلك علماء وخبراء الإلكترونيات والكمبيوتر والمعلوماتية ولكن نشاطات الجمعية اجتذبت اختصاصات أخرى كالمدنية والميكانيك بالإضافة إلى علم الأحياء والرياضيات
للانتساب للجمعية يجب أن يحقق المنتسب شروطا من ناحية الخبرة والدرجة العلمية، وفي حال تعذر ذلك يتم الانتساب كصديق للجمعية. ويحق للطلاب الانتساب للجمعية مع ميزة رسوم انتساب مخفضة، كما يتمتع الطالب المنتسب بكافة الصلاحيات باستثناء الحق في التصويت والحصول على مكتب خاص.
وعند توافر الشروط اللازمة، يحق للعضو التقدم للحصول على عضوية من المقام الرفيع في الجمعية. كما أنة في حال قام العضو بمساهمات مفيدة للعلم في المجلات التي تغطيها الجمعية فانه يحوز على لقب رفيق الجمعية IEEE FELOW.

## ميداليات وجوائز الجمعية
- زمالة معهد مهندسي الكهرباء والإلكترونيات

### الميداليات الأشهر
- وسام إديسون
- وسام ريتشارد هامينغ

### الجوائز في المجالات التقنية
- جائزة IEEE للإنترنت

## وصلات خارجية
- معهد مهندسي الكهرباء والإلكترونيات على موقع الموسوعة البريطانية (الإنجليزية)
- الموقع الرسمي لمهعد مُهندسي الكهرباء والإلكترونيات